# Moi je
Pour les articles homonymes, voir Moi je (homonymie).
Moi je était un magazine mensuel des années 1980 diffusé sur FR3 puis Antenne 2, réalisé par de jeunes réalisateurs et composé de courtes histoires autour notamment de l'amour et de la sexualité. Le générique de l'émission avait été imaginé par le réalisateur Hervé Nisic sur une musique du compositeur Philippe Servain.

## Résumé
- Du p'tit plaisir pour pas tout seul dormir : Deux jeunes femmes « libres » abordent dans un café un jeune homme dont l'une des deux va en faire son amant d'une nuit.
- Gay Buziness : Dans les années 1980, la population homosexuelle de la Région parisienne est estimée à 1 600 000 individus ; cet énorme marché potentiel n'a pas manqué d'attirer les businessmen qui se sont attaqués à tous les domaines de la consommation: restaurants, boîtes de nuit, presse et même publicité. Ce reportage nous permet de rencontrer quelques-uns de ces hommes d'affaires :
  - Serge Houdlette s'est spécialisé dans le relance des affaires déficientes, photos, bars, journaux, etc. Pour homosexuels.
  - Maurice Mac-Grath est patron d'un bar et envisage la création d'un syndicat gay
- Chasteté : Témoignage de quatre célibataires vivant, volontairement ou non, une expérience de chasteté
- Sexe en prison : Quelle est la sexualité en prison? quelles traces laisse-t-elle chez les détenus? deux femmes et deux hommes racontent leur sexualité derrière les barreaux. Mona a passé 6 mois en prison elle avait besoin de parler de sexe avec une personne avec qui elle pouvait délirer. Elle faisait des rébus érotiques, dessinait des sexes... Son amie est encore en prison. Elle a peur qu'il devienne bestial à sa sortie. Pour Gérard (4 ans de prison), la sexualité c'était la masturbation, les ouvrages pornographiques, les services. Il a eu des rapports homosexuels, mais à ce niveau il pense que c'est trop simple de donner des étiquettes. Danielle (6 mois de prison) est tombé amoureuse. Elle trouve anormal qu'on ait besoin d'utiliser des objets pour avoir du plaisir. À l'extérieur, elle ne peut pas se contrôler et en éprouve de la honte. Jacques (11 mois de prison) pensait qu'a la sortie on ne pouvait qu'avoir des relations sexuelles par la sodomie ou son simulacre. À sa sortie il était impuissant, il a eu des montées de haine, s'en est sorti grâce à une prostituée.
- Mais où sont les mecs  : Quatre femmes sont interviewées chez elles sur ce qu'elles pensent des hommes. Elles exposent leurs griefs et les déboires qu'elle rencontrent dans leur vie professionnelle et surtout affective avec la gent masculine.
- Fantasmes Féminins : Six femmes parlent de leurs fantasmes
- J'aimerais mieux ne pas être grand-père à 38 ans : Benjamin, 13 ans apprend à son père qu'il a une amie avec qui il a des relations sexuelles. La première surprise passée, le père parle de contraception. Le fils trouve cela trop terre à terre et c'est le père qui achète les contraceptifs du fils. S'ensuit une comparaison entre la sexualité des adolescents de la génération de 68 et celle des jeunes des années 1980.
- Baisse un peu l'abat jour : De nombreuses personnes du 3e âge, hommes et femmes, parlent de leur conception de l'amour. À 70 ans et même 80 ans, parle t-on encore de sexualité ? faire l'amour est-il considéré comme un tabou ? La plaisir sexuel existe-t-il toujours ou s'agit-il seulement d'affection ?